# Aristolochia meridionalis
Aristolochia meridionalis är en piprankeväxtart. Aristolochia meridionalis ingår i släktet piprankor, och familjen piprankeväxter.

## Underarter
Arten delas in i följande underarter:
- A. m. centralis
- A. m. meridionalis